# Adolphe-Alphonse Géry-Bichard
Pour les articles homonymes, voir Géry et Bichard.
Adolphe-Alphonse Géry-Bichard, dit parfois Adolphe Bichard, né Alphonse Joseph Bichard le 19 novembre 1841 à Rambouillet et mort le 24 décembre 1926 dans le 13e arrondissement de Paris, est un peintre, graveur et illustrateur français.

## Biographe
Élève d'Edmond Hédouin et surtout de Léon Gaucherel avec lequel il découvre l'art de la gravure, Géry-Bichard se spécialise dans la reproduction d’œuvres de grands maîtres (Giorgione, Houdon, Chardin, Rude…) qu'il signe parfois « Adolphe Bichard », ou plus rarement « A. Alphonse Bichard ».
Durant les années 1880-1890, remarqué par Octave Uzanne, il collabore de façon intensive à des éditions illustrés d'auteurs romantiques ou contemporains, dont quelques curiosa, avec des dessinateurs comme Luc-Olivier Merson, Ernest Ange Duez ou Georges Cain. Sa signature la plus courante est alors « Géry-Bichard ».
Il meurt à Paris en 1926.

## Principaux ouvrages illustrés

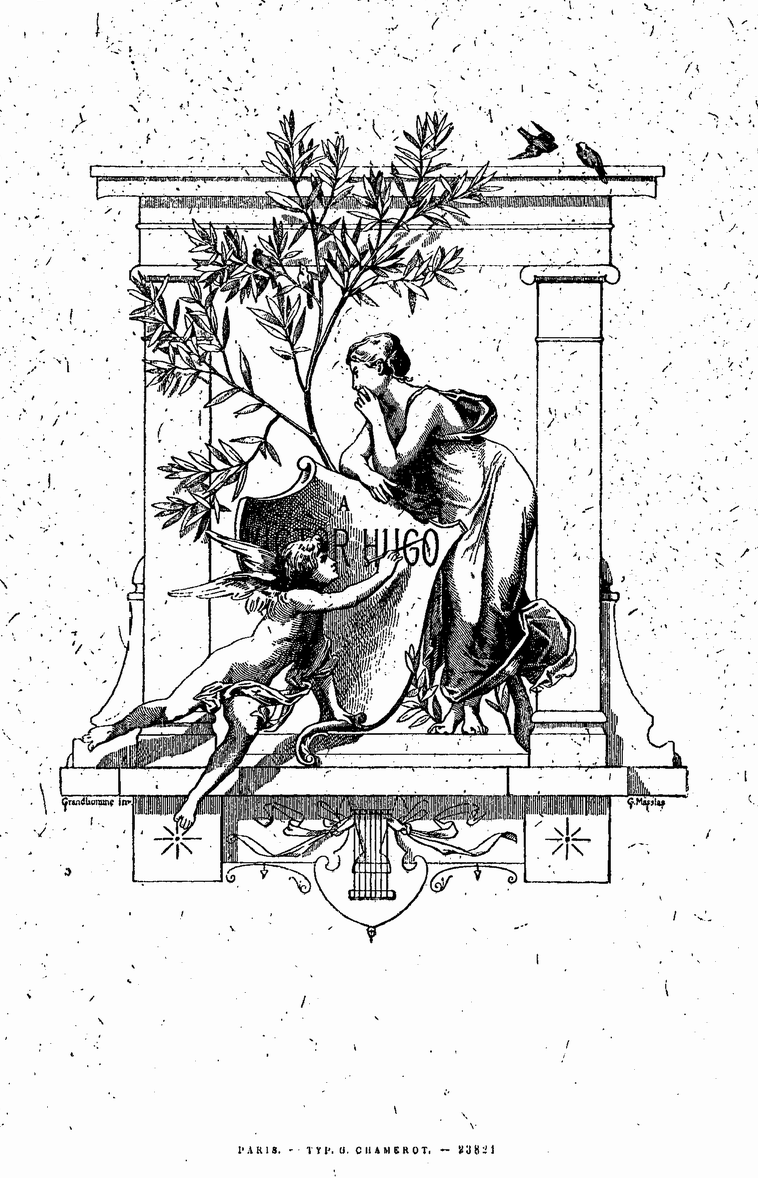
Page de titre de l'édition de 1889 de Notre-Dame de Paris de Victor Hugo.

- Henry Murger, Scènes de la Bohême, Damase Jouaust, Les Amis des livres, 1879 [13 gravures].
- Eaux-fortes pour illustrer les contes de Voisenon, A. Quantin, 1880.
- Octave Uzanne, Les surprises du cœur, É. Rouveyre, 1881 [frontispice].
- Eaux-fortes pour illustrer les contes de Cazotte, A. Quantin, 1882.
- Rudolf Erich Raspe, Aventures et mésaventures du Baron de Münchhausen, Hachette, 1883 [illustr. et gravures].
- Auguste Thurner, Les Reines du chant, eaux-fortes d'Eugène Abot, A. Hennuyer, 1883 [frontispice].
- Edmond About, Le nez d'un notaire, Calmann-Levy, 1886
- Gustave Guillaumet, Tableaux algériens, Plon Nourrit, 1888 [12 eaux-fortes].
- Victor Hugo, Notre-Dame de Paris, dessins de Luc-Olivier Merson, E. Testard, 1889.
- Honoré de Balzac, La cousine Bette, dessins de Georges Cain, A. Quantin, 1888.
- Les Jades, catalogue, 1892 (avec Henri Guérard).
- Alexandre Dumas, Le Chevalier de Maisons-Rouge, Maison Quantin, Compagnie générale d'impression et d'édition, 1894 (dessins de J. Le Blanc).
- Gustave Flaubert, La Légende de Saint-Julien avec 26 compositions dessinées de Luc-Olivier Merson, A. Ferroud, 1895.